# The Graveyard

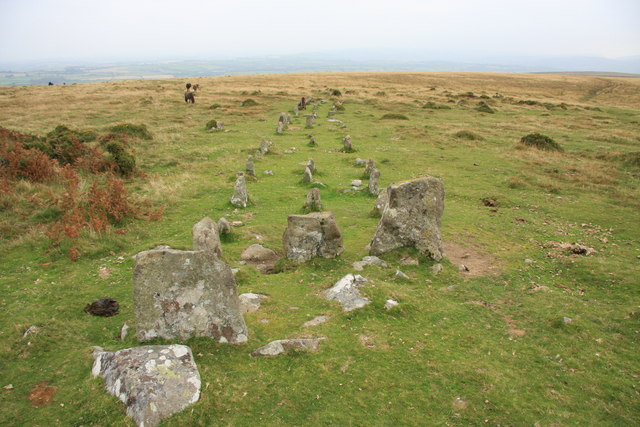
Steinreihe am Cosdon Hill

The Graveyard (auch Cosden oder Cawsand stone rows genannt) ist eine dreifache Steinreihe mit einem kleinen Cairn an der Ostflanke des Cosdon Hill im äußersten Norden des Dartmoor National Park in Devon (England).
Drei parallele Steinreihen verlaufen in 1,5 m Abstand, vom Cairn ausgehend in östlicher Richtung den Hang hinunter. Der obere Teil ist gut erhalten. Die Länge der Reihen beträgt noch 140 m, ursprünglich waren es vermutlich 180 m. 
Die Reihen verlaufen nicht gerade, sondern etwas geschwungen. Die größeren Steine liegen nahe beim Cairn. Sie sind zwischen 0,6 und 0,9 m hoch und werden mit einigen eingestreuten Ausnahmen kleiner, desto weiter sie vom Cairn entfernt sind stehen. Ein großer dreieckiger Steinblock markiert das obere Ende.